# Süd-Pyramide von Sakkara-Süd

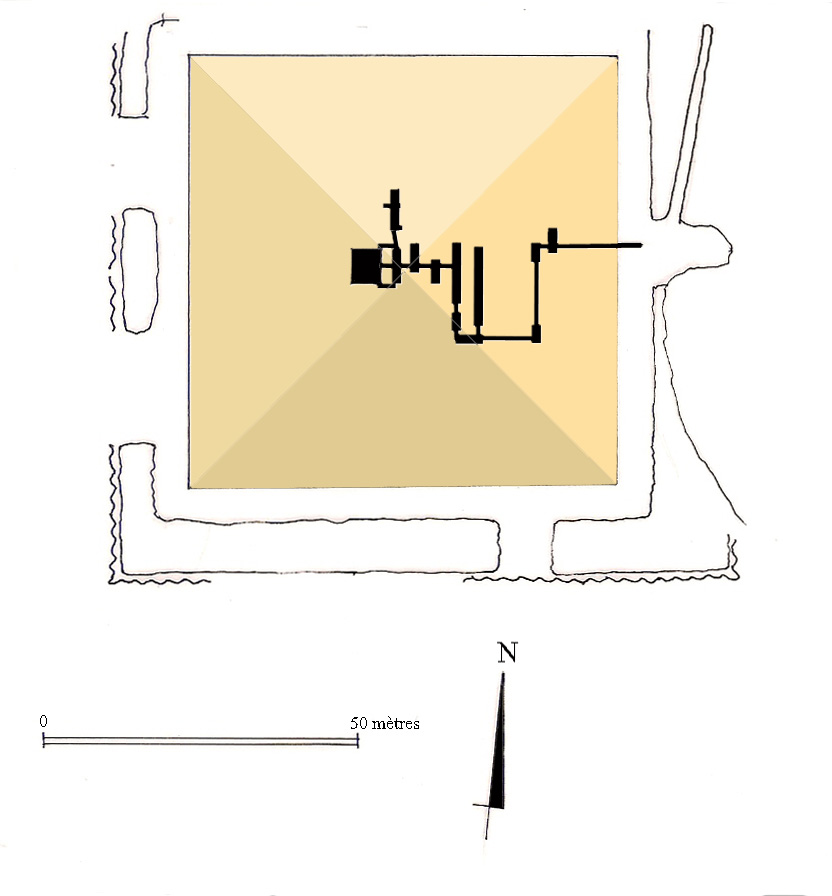
Grundriss des Pyramidenkomplexes

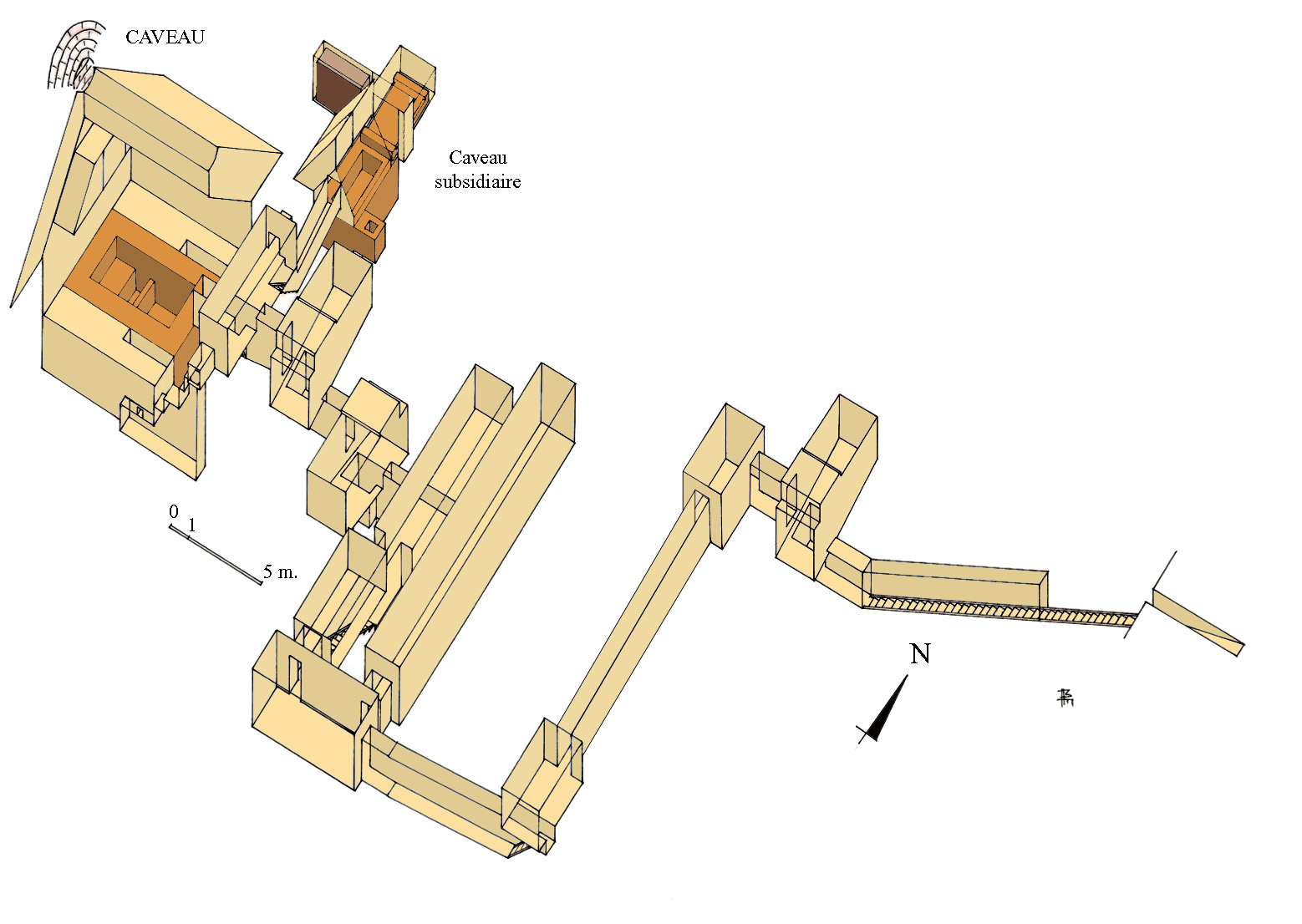
Die Substruktur

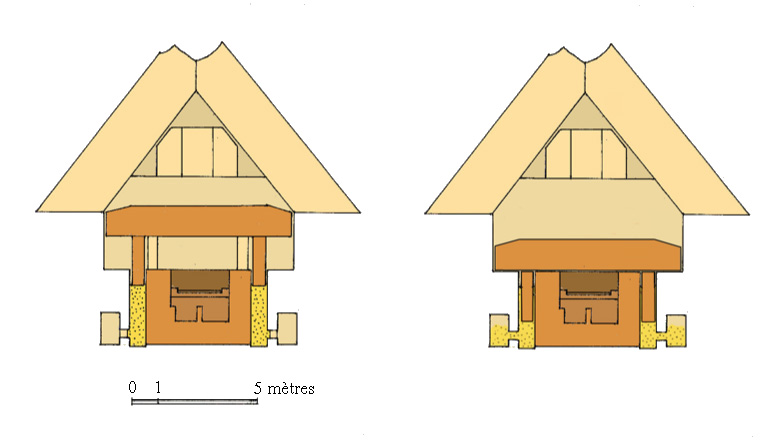
Die Grabkammer

Die Süd-Pyramide von Sakkara-Süd liegt südwestlich von der Chendjer-Pyramide und datiert in die 13. Dynastie. Sie wurde schon von der Richard-Lepsius-Expedition (Lepsius Pyramide XLVI) kartiert und dann von Gustave Jéquier ausgegraben. Die Identität des hier bestatteten Herrschers konnte bisher nicht eindeutig geklärt werden.

## Besitzer
In den Überresten der Pyramide selbst wurden bisher keine Schriftzeugnisse entdeckt, die Aufschluss über ihren Bauherrn geben. Der einzige Hinweis ist bisher ein einzelner, von Gustave Jéquier gefundener Steinblock, der ein Inschriftenfragment mit dem Nebti-Namen User-chau trägt. Allerdings zeigt sich auf dem Stein keine Markierung, die eine genauere Zuordnung zu einem der fünf königlichen Namen sicherstellen würde.
Nach neueren Untersuchungen könnte das Bauwerk eventuell König Djehuti zugeordnet werden, da für diesen der Name User-chau als Goldname überliefert ist.

## Details
Die Pyramide hatte eine Seitenlänge von 78,75 m, was 150 Ellen entspricht. Allerdings finden sich in den verschiedenen Literaturwerken über die Pyramide auch recht unterschiedliche Angaben, welche von 80 Metern Seitenlänge bis hin zu geschätzten 130 Metern reichen. Der unfertige Bau ist von einer Wellenmauer umgeben. Es fanden sich aber keine Reste von Kultbauten. Am Eingang zur Pyramide fanden sich zwei unbeschriftete Pyramidia.
Obwohl der Oberbau kaum begonnen war, ist die unterirdische Anlage so gut wie fertiggestellt. Der Eingang lag im Osten und führte über eine Treppe zu einem Gang, an dessen Ende sich eine Seiten-Fallsperre befand. Der Gang knickte hier nach Norden ab, um dann nach ca. 40 m wieder nach Osten abzuknicken. Am Ende dieses Ganges gingen nach Süden ein blinder Gang und ein weiterer ab, der über eine Treppe zu zwei Kammern mit Fallsperren und dann zu zwei Grabkammern führte. Das Vorhandensein einer zweiten Grabkammer ist ungewöhnlich und es kann nur spekuliert werden, was diese bedeutet. Es wurde vermutet, dass diese zur Täuschung von Grabräubern oder für eine Königin angelegt wurde. Eine weitere Theorie besagt, dass es sich um das Grab für das Ka des Herrschers oder um das Südgrab handelt.
Die Ausführung der Anlage ist ausgesprochen ausgeklügelt (raffiniert) und zeigt das hohe Können der Handwerker in der 13. Dynastie.